# Imindounit
Imindounit (en àrab امندونيت, Imindūnīt; en amazic ⵉⵎⵉ ⵏ ⴷⵓⵏⵉⵜ) és una comuna rural de la província de Chichaoua, a la regió de Marràqueix-Safi, al Marroc. Segons el cens de 2014 tenia una població total de 11.363 persones.